# دویچر ورک‌بوند

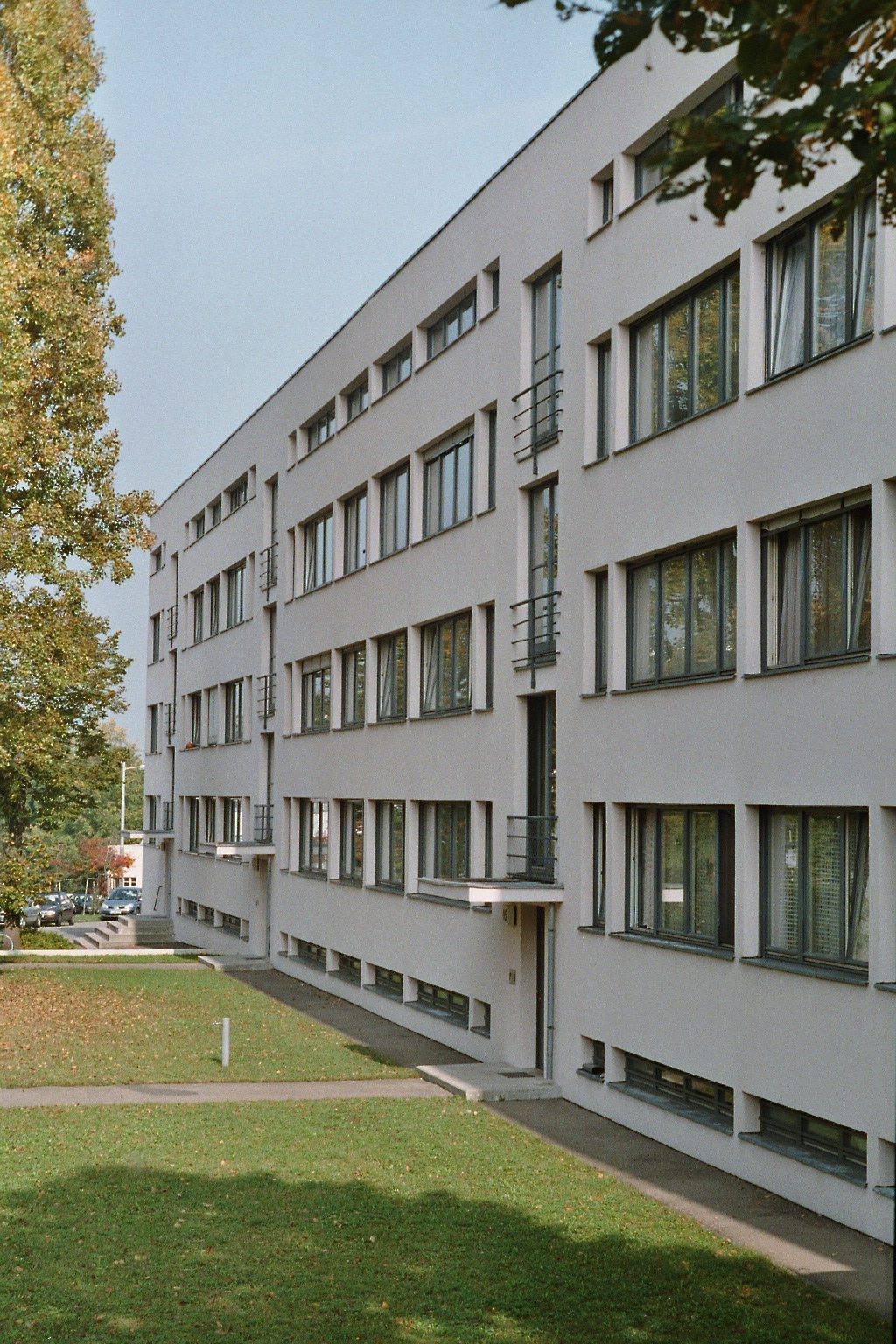
ساختمان طراحی شده توسط: لودویگ میس فن در روهه در املاک وایسنهوف (۱۹۲۷)

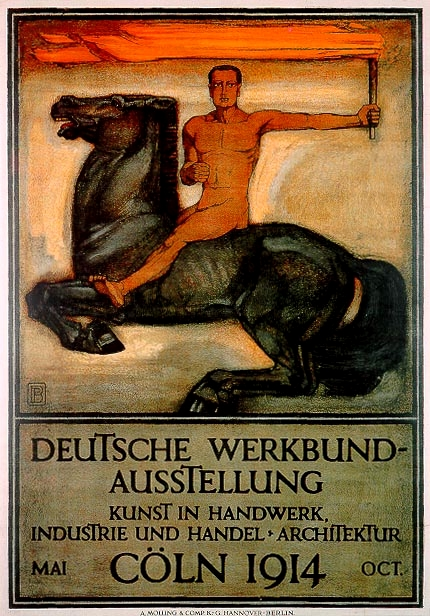
پوستر نمایشگاه ۱۹۱۴

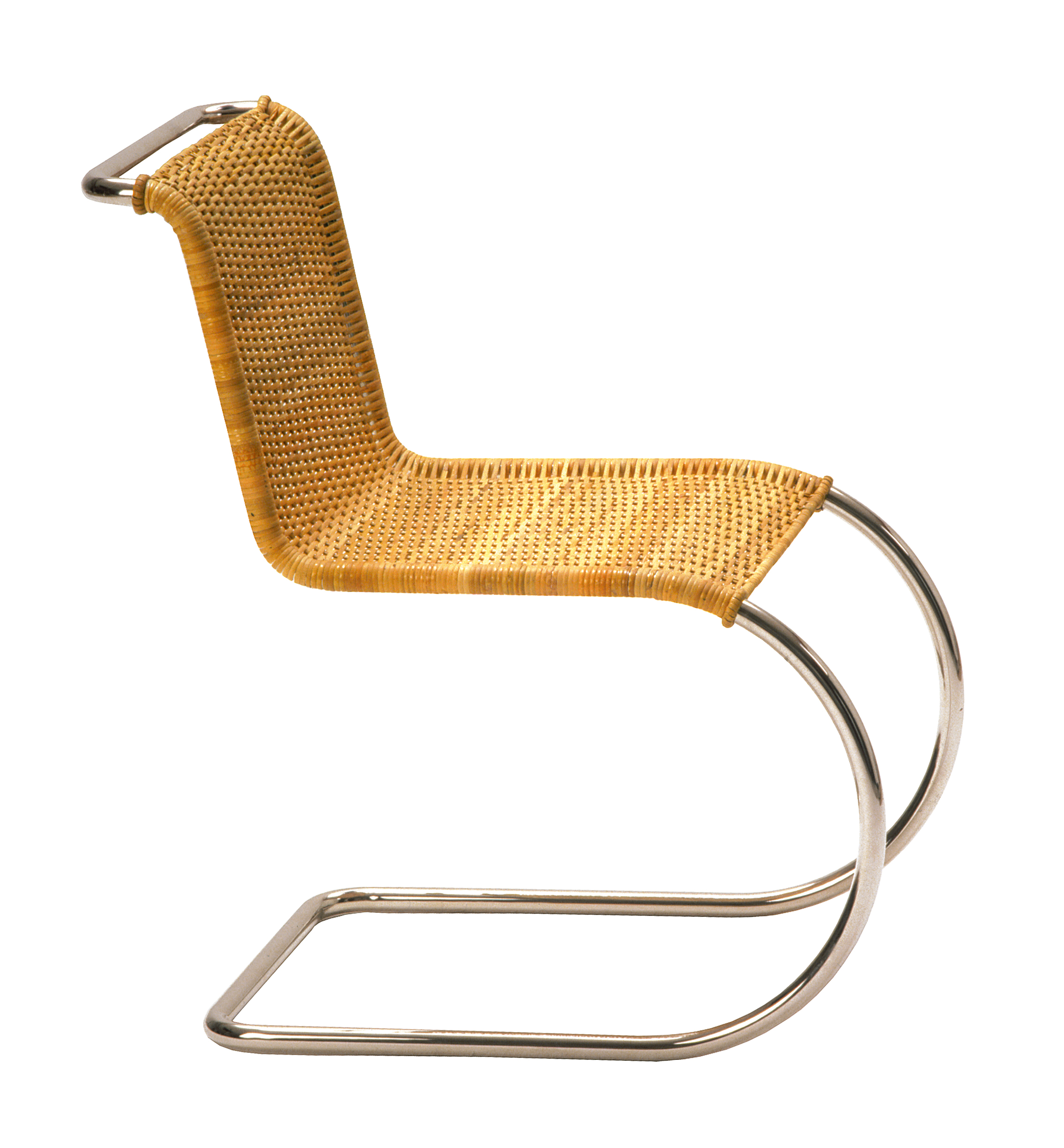
«صندلی وایسنهوف» اثر: میس فن در روهه با پشتی و نشیمن بافته‌شده از الیاف طبیعی توسط: لیلی رایش (حدود ۱۹۲۷)

جنبش دویچر ورک‌بوند (به آلمانی: Deutscher Werkbund)، یا جنبش اتحادیهٔ کارگری آلمان یا (به انگلیسی: German Association of Craftsmen) (انجمن صنعتگران آلمان) یا جنبش کار آلمان؛ یک انجمن آلمانی از هنرمندان، معماران، طراحان و صنعتگران است که در سال ۱۹۰۷ میلادی تأسیس شد. جنبش ورک‌بوند به عنصر مهمی در توسعهٔ معماری و طراحی صنعتی مدرن تبدیل شد؛ به ویژه بعداً در ایجاد مکتب طراحی باهاوس (Bauhaus). هدف اولیهٔ آن ایجاد مشارکت میان تولیدکنندگان محصول با متخصصان طراحی برای بهبود رقابت پذیری شرکت‌های آلمانی در بازارهای جهانی بود. جنبش ورک‌بوند بیش از این که یک جنبش هنری باشد، یک تلاش دولتی برای ادغام صنایع دستی سنتی و تکنیک‌های تولید انبوه صنعتی بود، تا آلمان در جایگاه رقابتی با انگلستان و ایالات متحدهٔ آمریکا قرار گیرد. شعار آن‌ها (از کوسن مبل گرفته تا شهرسازی) (به آلمانی: Vom Sofakissen zum Städtebau) نشان دهندهٔ دامنهٔ علاقه آن‌ها است.

## تاریخچه
دویچر ورک‌بوند زمانی پدیدار شد که معمار اتریشی یوزف ماریا البریش در سال ۱۸۹۹ میلادی وین را به مقصد دارمشتات آلمان ترک کرد تا به دعوت ارنست لودویگ، دوک بزرگِ هسن، یک مستعمرهٔ هنرمندان تشکیل دهد. جنبش ورک‌بوند توسط البریش، پیتر بهرنز، ریشارد ریِمِراشمید (Richard Riemerschmid)، برونو پال و دیگران در سال ۱۹۰۷ میلادی در مونیخ به تحریک هِرمَن موتزیوس (Hermann Muthesius) تأسیس شد و تا سال ۱۹۳۴ میلادی وجود داشت؛ سپس پس از جنگ جهانی دوم در سال ۱۹۵۰ میلادی دوباره احیاء شد. موتزیوس نویسندهٔ سه جلد جامع کتاب «خانهٔ انگلیسی» (The English House) در سال ۱۹۰۵ میلادی بود، کتابی دربارهٔ بررسی دروس عملی جنبش هنر و پیشهٔ انگلیس. موتزیوس به عنوان یک سفیر فرهنگی یا جاسوس صنعتی بین آلمان و انگلیس بود.
این سازمان در ابتدا شامل دوازده معمار و دوازده شرکت تجاری بود. معماران عبارت بودند از: پیتر بهرنز، تئودور فیشر (که به عنوان اولین رئیس آن خدمت کرد)، یوزف هفمان، برونو پال، مکس لایگر و ریشارد ریِمِرشمید. دیگر معماران وابسته به این پروژه عبارتند از: هاینریش تسنو و هانری وان ده ولده بلژیکی. این جنبش تا سال ۱۹۱۴ میلادی دارای ۱۸۷۰ عضو، از جمله روسای موزه‌ها بود. ورک‌بوند به وان ده ولده سفارش طراحیِ تئاتری را برای نمایشگاه ورک‌بوند سال ۱۹۱۴ میلادی در کلن داد. به دلیل وقوع جنگ جهانی اول، نمایشگاه بسته شد و ساختمان‌ها زودتر از موعد مقرر برچیده شدند. الییل سارینن در سال ۱۹۱۴ میلادی به عضویت متناظر دویچر ورک‌بوند انتخاب شد و برای شرکت در نمایشگاه کلن از وی دعوت شد. در میان اعضای برجسته‌تر ورک‌بوند، لودویگ میس فن در روهه بود که به عنوان مدیر معماری خدمت می‌کرد.

#### نقاط عطف تاریخیِ دویچر ورک‌بوند
- ۱۹۰۷، تأسیس ورک‌بوند در مونیخ.
- ۱۹۱۰، نمایشگاه سالن پاییز (Salon d'Automne)، پاریس.
- ۱۹۱۴، نمایشگاه ورک‌بوند، کلن.
- ۱۹۲۰، لیلی رایش (Lilly Reich) اولین کارگردان زن شد.
- ۱۹۲۴، نمایشگاه برلین.
- ۱۹۲۷، نمایشگاه اشتوتگارت (شامل املاک وایسنهوف).
- ۱۹۲۹، نمایشگاه برسلاو (Breslau Exhibition).
- ۱۹۳۸، ورک‌بوند توسط نازی‌ها بسته شد.
- ۱۹۴۹، تأسیس مجدد.

#### صدمین سالگرد
انجمن طراحان صنعتی آلمان (Verband Deutscher Industrie Designer) یا به اختصار VDID و فدراسیون طراحان گرافیک آلمان (Bund Deutscher Grafik-Designer) یا به اختصار BDG-میته نشست مشترکی را برای جشن صدمین سالگرد دویچر ورک‌بوند برگزار کردند. نمایشگاه و افتتاحیه هیئت داوران در ۱۴ مارس ۲۰۰۸ میلادی برگزار شد.

## موزهٔ در دینگه (Der Dinge)
مجموعه‌ها و آرشیوهای ورک‌بوند در موزهٔ در دینگه (موزهٔ اشیاء) در برلین نگهداری می‌شود. این موزه بر روی طراحی و اشیاء مورد استفاده در زندگی روزمره از قرن بیستم تا به امروز متمرکز است. در میان دیگر آثار به نمایش درآمده، آشپزخانۀ فرانکفورت (Frankfurt Kitchen) نیز دیده می‌شود.

## اعضاء
- کنراد آدناور
- آدولف آرنت
- آنکر-ورکه دلمنهورست
- فردیناند آوناریوس
- اتو بارتنینگ
- ویلی باومایستر
- آدولف بنه
- هندریک پترو برلگ
- ریشارد برندل
- یوهان میشائل بوسارد
- رایموند براخمن
- فریتز آگوست برویهاوس د گروت
- باتسون بروک
- اولریش بومه
- ماکس بورشارتست
- چارلز کرودل
- کارل اتو چشکا
- ویلهلم فون دبشیتس
- فرانتس کارل دلاویلا
- پیتر آ. دیمتر
- والتر دکسل
- اویگن دیدریشس
- برونو دورپینگهاوس
- کارل دوشک
- آدولف اکهارت
- ایگون ایرمان
- آلبرت آیتل
- آگوست اندل
- یوپ ارنست
- لیونل فاینینگر
- وند فیشر
- کارل گانزر
- هانسیورگ گوریتز
- هرمان گرچ
- والتر گروپیوس
- موریتس هادا
- ریشارد هامان
- لوئیزه هارکورت
- هوگو هِرینگ
- هانس هکنر
- ماکس هایدریش
- اروین هریش
- هانس هرتلاین
- ماکس هرتویش
- لوسی هیلبراند
- گئورگ هیرت
- تئودور هویس
- اوت هافمن
- هلموت هافمن
- فردی هورمایر
- پل-هورست شولتسه
- کلاوس هومپرت
- والتر ماریا کرستینگ
- هارالد کیمپل
- مویسی کوگان
- هانس پی. کولمان
- لودویش کونیش
- ارنست کون
- هوگو کوکلهاوس
- کلاوس کوستر
- فردیناند کرامر
- گونتر کوپتس
- امیل لانگه
- کارل لانگهاین
- یوزف لیمبروک
- ال لیسیتسکی
- یوهانس لودوویکوس ماتیو لاوریکس
- ریچارد لوکش
- گرهارد مارکس
- ایوالد ماتاره
- ارنست می
- موزه‌های هنر کرفلد
- اریش مندلسون
- ولفگانگ مایزنهایمر
- گئورگ متسندورف
- لودویگ میس فن در روهه
- لیبرشت میگه
- آنا موتزیوس
- هرمن موتزیوس
- فریدریش ناومان
- والتر نویهویسر
- هانس نویمن
- کارل ارنست اوستهاوس
- لودویگ پافندورف
- برنارد پانکوک
- کارل پوزر
- والفرید پول
- یوهان تورن پریکر
- پیتر راکه
- آدولف رادینگ
- یوخن راهه
- دیتر رامس
- والتر راتناو
- کارل رهورست
- لیلی رایش
- آلبرت رایمن
- آلبرت رنگر-پاتچش
- پائل رنر
- ریشارد ریمراشمید
- الکساندر میخائیلوویچ رودچنکو
- گریگور روزن‌باوئر
- والتر راسو
- ورنر رونآو
- هانس شارون
- کارل اشمیت-هلرآو
- ویلی شونه‌فلد
- ورنر شریفرس
- رودلف الکساندر شرودر
- راینهارد شولتسه
- فریتس شوپ
- مارگارته شوته لیهوتسکی
- والتر شواگنشایت
- رودلف شوارتس
- هانس شویپرت
- فردیناند زله
- برند زیکورا
- آنا زیمونس
- کارل زونتاگِ پسر
- فریدریش اشپنگلین
- برنهارد اشتادلر
- آنتون اشتانکوفسکی
- هاینتس اشتوفرگن
- لودویگ سوترلین
- هاینریش اشترامر
- گوستاف اشترزمان
- برونو تاوت
- هاینریش تسنو
- پائل تیرچ
- امیل تورملن
- والتر تیمن
- پاول تروست
- آتو اوبلوده
- هانری وان ده ولده
- تئودور فایل
- اتو فولکرس
- هاینریش فوگلر
- فریتس ورندورفر
- ویلهلم واگنفلد
- اتو واگنر
- اودو وایلاخر
- کارگاه اتحادیه کارگری نورنبرگ
- ادوارد وستون
- آلفرد وینر
- کارل ویت
- دیتر ویته
- گئورگ وربا
- کریستف تسوپل
- برتا تسوکرکاندل